# Kickboxing ai Giochi mondiali 2022
Le competizioni di kickboxing ai Giochi mondiali 2022 si sono svolte dal 13 al 14 luglio 2022 al Boutwell Auditorium di Birmingham in Alabama, negli Stati Uniti d'America. L'evento era originariamente stato calendarizzato nel luglio 2021, ma i Giochi mondiali sono stati riprogrammati per l'anno successivo a seguito del rinvio dei Giochi olimpici estivi di Tokyo 2020, dovuto all'insorgere dell'emergenza sanitaria causata dalla pandemia di COVID-19.

## Podi

### Uomini
| Specialità                  | Oro               | Argento         | Bronzo             |
| 63.5 kg maschile (dettagli) | Miguel Martínez   | Orfan Sananzade | Ikbol Fozilzhonov  |
| 75 kg maschile (dettagli)   | Or Moshe          | Vitalii Dubina  | Petr Dvořáček      |
| +91 kg maschile (dettagli)  | Bahram Rajabzadeh | Anto Širić      | Roman Shcherbatiuk |

### Donne
| Specialità                 | Oro                 | Argento                | Bronzo           |
| 52 kg femminile (dettagli) | Shir Cohen          | Iwona Nieroda-Zdziebko | Daryna Ivanova   |
| 60 kg femminile (dettagli) | Stella Hemetsberger | Milana Bjelogrlić      | Alina Martyniuk  |
| 70 kg femminile (dettagli) | Aleksandra Krstić   | Alexandra Filipová     | Virve Vanhakoski |

## Medagliere
| Posiz. | Nazione      | Oro | Argento | Bronzo | Totale |
| ------ | ------------ | --- | ------- | ------ | ------ |
| 1      | Israele      | 2   | 0       | 0      | 2      |
| 2      | Serbia       | 1   | 1       | 0      | 2      |
| 3      | Austria      | 1   | 0       | 0      | 1      |
| 3      | Azerbaigian  | 1   | 0       | 0      | 1      |
| 3      | Messico      | 1   | 0       | 0      | 1      |
| 6      | Ucraina      | 0   | 2       | 3      | 5      |
| 7      | Croazia      | 0   | 1       | 0      | 1      |
| 7      | Polonia      | 0   | 1       | 0      | 1      |
| 7      | Slovacchia   | 0   | 1       | 0      | 1      |
| 10     | Rep. Ceca    | 0   | 0       | 1      | 1      |
| 10     | Finlandia    | 0   | 0       | 1      | 1      |
| 10     | Kirghizistan | 0   | 0       | 1      | 1      |
| Totale | Totale       | 6   | 6       | 6      | 18     |